# Ruth Manning-Sanders
Ruth Manning-Sanders, född Manning 21 augusti 1886 i Swansea, Wales, död 12 oktober 1988, var en walesisk poet och författare. Hon är kanske mest känd för sin barnboksserie där hon återberättar sagor från olika delar av världen.  

## Liv och karriär
Manning-Sanders studerade engelsk litteratur samt bedrev William Shakespeare-studier vid Manchester University. Hon gifte sig med den engelske artisten George Sanders 1911 och de ändrade sina namn till Manning-Sanders. Efter att hennes make dog i en olycka 1952 publicerade hon dussintals sagoantologier, framförallt under 1960- och 1970-talen. Många av dem hade titlar som började med "A book of..." (A Book of Wizards, A book of Dwarfs och så vidare).

## Utmärkelser
- The Blindman International Poetry Prize 1926 för The City.